# Nuces castellatae
Nuces castellatae (lat.: Nüsse Türmchen) war ein römisches Spiel, das besonders von Kindern und Jugendlichen gespielt wurde. Bei dem Geschicklichkeitsspiel wurden kleine Türmchen aus vier Nüssen so gebaut, dass jeweils drei am Boden lagen und sich berührten und eine vierte auf den dreien ruhte. Der Spieler musste nun aus der Ferne versuchen, diese zum Einsturz zu bringen, indem er mit Nüssen nach ihnen warf.
Die Variante des Spieles mit Murmeln erhielt sich bis ins 21. Jahrhundert, wie die bekannte  Murmelspielvariante Schlösschen bestätigt.